# Britische Tourenwagen-Meisterschaft 2007

Das offizielle Logo der BTCC

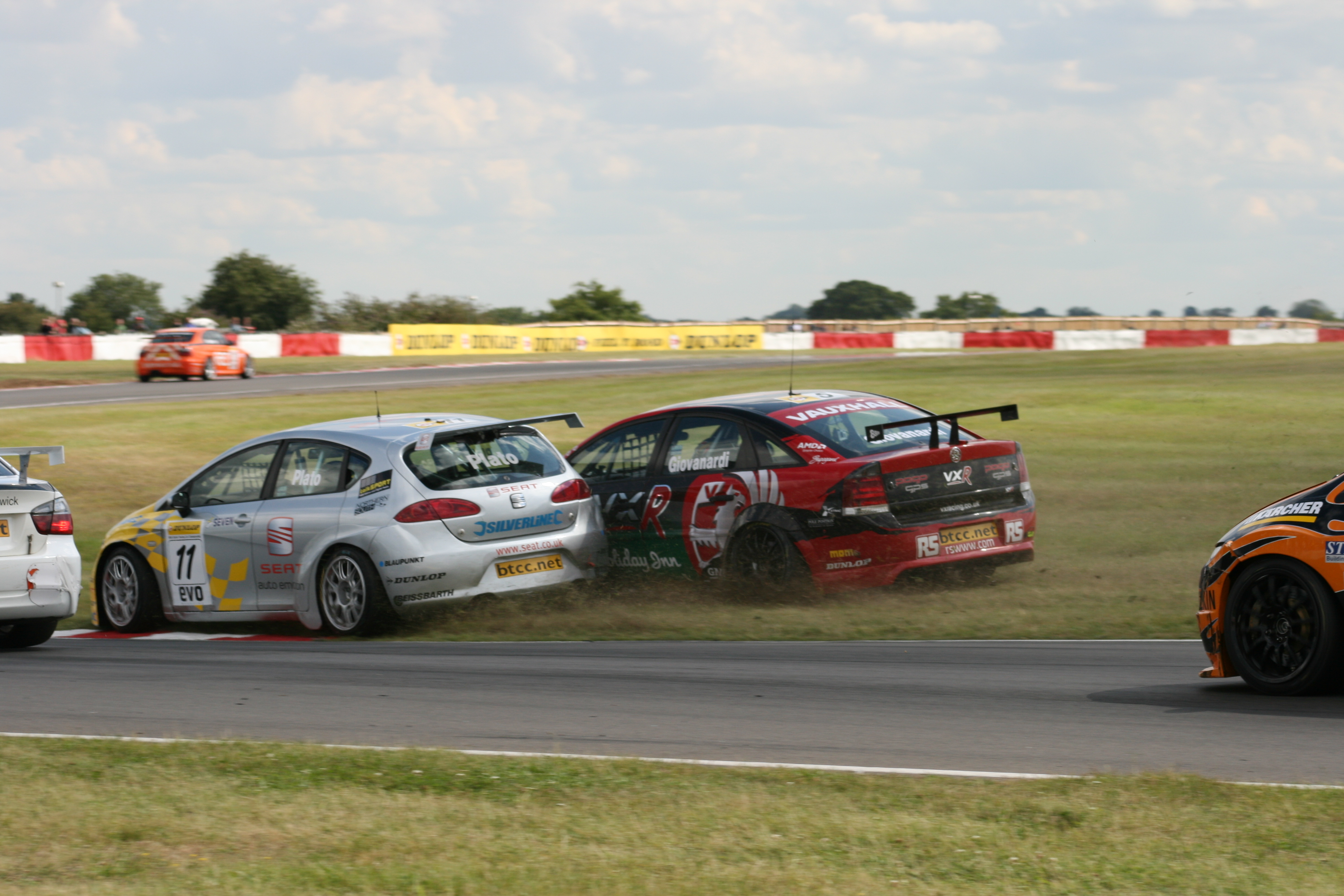
Jason Plato (SEAT) und Fabrizio Giovanardi (Vauxhall) bei einem Zusammenstoß auf dem Snetterton Motor Racing Circuit

Die 50. Britische Tourenwagen-Meisterschaft Saison begann am 30. März 2007 in Brands Hatch und endete am 14. Oktober in Thruxton. Die Saison beinhaltete zehn Rennwochenenden auf acht verschiedenen Strecken. In Brands Hatch und Thruxton Circuit fanden jeweils zwei Rennwochenenden statt. An jedem Rennwochenende wurden drei Rennen durchgeführt. Bis auf das Rennen auf dem Knockhill Racing Circuit in Schottland fanden alle Rennen in England statt.
Im Oktober 2005 hatte Alan J. Gow angekündigt, dass die Meisterschaft 2007 nur von Autos entschieden wird, die dem FIA-Super 2000-Reglement entsprechen. Autos, die nach dem BTC-Reglement gebaut und gefahren wurden, durften weiterhin teilnehmen.
Die Independents’ Trophy gewann Colin Turkington mit 285 Punkten vor Mat Jackson mit 270 Punkten und Mike Jordan mit 260 Punkten. Die Manufacturers’ Championship entschied Vauxhall knapp mit 637 Punkten für sich vor SEAT mit 623 Punkten. Die BTCC Teams’ Championship konnte SEAT Sport UK mit 446 Punkten vor VX Racing mit 421 Punkten sowie Team Halfords mit 345 Punkten für sich entscheiden. Die Independent Teams’ Championship ging an Team RAC mit 363 Punkten vor Jacksons Msport  mit 274 Punkten und Team Eurotech Racing mit 267 Punkten.

## Ergebnisse und Wertungen

### Kalender
|            | Datum             | Rennen     | Strecke             | Pole-Position       | Platz 1             | Platz 2             | Platz 3             |
| ---------- | ----------------- | ---------- | ------------------- | ------------------- | ------------------- | ------------------- | ------------------- |
| 1, 2, 3    | 30. März–1. April | England    | Brands Hatch (Indy) | Colin Turkington    | Jason Plato         | Colin Turkington    | Matt Neal           |
| 1, 2, 3    | 30. März–1. April | England    | Brands Hatch (Indy) | Colin Turkington    | Jason Plato         | Colin Turkington    | Tom Chilton         |
| 1, 2, 3    | 30. März–1. April | England    | Brands Hatch (Indy) | Colin Turkington    | Matt Neal           | Fabrizio Giovanardi | Mat Jackson         |
| 4, 5, 6    | 21.–22. April     | England    | Rockingham          | Darren Turner       | Fabrizio Giovanardi | Tom Chilton         | Jason Plato         |
| 4, 5, 6    | 21.–22. April     | England    | Rockingham          | Darren Turner       | Fabrizio Giovanardi | Tom Onslow-Cole     | Tom Chilton         |
| 4, 5, 6    | 21.–22. April     | England    | Rockingham          | Darren Turner       | Jason Plato         | Mat Jackson         | Darren Turner       |
| 7, 8, 9    | 5.–6. Mai         | England    | Thruxton            | Fabrizio Giovanardi | Fabrizio Giovanardi | Jason Plato         | Darren Turner       |
| 7, 8, 9    | 5.–6. Mai         | England    | Thruxton            | Fabrizio Giovanardi | Fabrizio Giovanardi | Matt Neal           | Tom Chilton         |
| 7, 8, 9    | 5.–6. Mai         | England    | Thruxton            | Fabrizio Giovanardi | Jason Plato         | Gordon Shedden      | Mike Jordan         |
| 10, 11, 12 | 2.–3. Juni        | England    | Croft               | Gordon Shedden      | Colin Turkington    | Gordon Shedden      | Matt Neal           |
| 10, 11, 12 | 2.–3. Juni        | England    | Croft               | Gordon Shedden      | Darren Turner       | Jason Plato         | Mike Jordan         |
| 10, 11, 12 | 2.–3. Juni        | England    | Croft               | Gordon Shedden      | Fabrizio Giovanardi | Tom Onslow-Cole     | Mat Jackson         |
| 13, 14, 15 | 23.–24. Juni      | England    | Oulton Park         | Colin Turkington    | Gordon Shedden      | Fabrizio Giovanardi | Colin Turkington    |
| 13, 14, 15 | 23.–24. Juni      | England    | Oulton Park         | Colin Turkington    | Colin Turkington    | Fabrizio Giovanardi | Mike Jordan         |
| 13, 14, 15 | 23.–24. Juni      | England    | Oulton Park         | Colin Turkington    | Mat Jackson         | Jason Plato         | Darren Turner       |
| 16, 17, 18 | 14.–15. Juli      | England    | Donington           | Gordon Shedden      | Gordon Shedden      | Adam Jones          | Matt Neal           |
| 16, 17, 18 | 14.–15. Juli      | England    | Donington           | Gordon Shedden      | Jason Plato         | Gordon Shedden      | Fabrizio Giovanardi |
| 16, 17, 18 | 14.–15. Juli      | England    | Donington           | Gordon Shedden      | Jason Plato         | Matt Neal           | Mike Jordan         |
| 19, 20, 21 | 28.–29. Juli      | England    | Snetterton          | Colin Turkington    | Gordon Shedden      | Tom Onslow-Cole     | Tom Chilton         |
| 19, 20, 21 | 28.–29. Juli      | England    | Snetterton          | Colin Turkington    | Fabrizio Giovanardi | Matt Neal           | Jason Plato         |
| 19, 20, 21 | 28.–29. Juli      | England    | Snetterton          | Colin Turkington    | Tom Onslow-Cole     | Matt Neal           | Fabrizio Giovanardi |
| 22, 23, 24 | 18.–19. August    | England    | Brands Hatch (GP)   | Colin Turkington    | Fabrizio Giovanardi | Jason Plato         | Darren Turner       |
| 22, 23, 24 | 18.–19. August    | England    | Brands Hatch (GP)   | Colin Turkington    | Fabrizio Giovanardi | Jason Plato         | Gordon Shedden      |
| 22, 23, 24 | 18.–19. August    | England    | Brands Hatch (GP)   | Colin Turkington    | Colin Turkington    | Gordon Shedden      | Mat Jackson         |
| 25, 26, 27 | 1.–2. September   | Schottland | Knockhill           | Darren Turner       | Darren Turner       | Colin Turkington    | Jason Plato         |
| 25, 26, 27 | 1.–2. September   | Schottland | Knockhill           | Darren Turner       | Darren Turner       | Colin Turkington    | Fabrizio Giovanardi |
| 25, 26, 27 | 1.–2. September   | Schottland | Knockhill           | Darren Turner       | Gordon Shedden      | Matt Neal           | Jason Plato         |
| 28, 29, 30 | 13.–14. Oktober   | England    | Thruxton            | Tom Chilton         | Fabrizio Giovanardi | Jason Plato         | Gordon Shedden      |
| 28, 29, 30 | 13.–14. Oktober   | England    | Thruxton            | Tom Chilton         | Fabrizio Giovanardi | Jason Plato         | Matt Neal           |
| 28, 29, 30 | 13.–14. Oktober   | England    | Thruxton            | Tom Chilton         | Mat Jackson         | Fabrizio Giovanardi | Tom Chilton         |

## Punktestand

### Fahrer
| Pl. | Fahrer              | Punkte |
| --- | ------------------- | ------ |
| 1.  | Fabrizio Giovanardi | 300    |
| 2.  | Jason Plato         | 297    |
| 3.  | Gordon Shedden      | 200    |
| 4.  | Matt Neal           | 195    |
| 5.  | Colin Turkington    | 184    |
| 6.  | Darren Turner       | 160    |
| 7.  | Mat Jackson         | 158    |
| 8.  | Mike Jordan         | 131    |
| 9.  | Tom Chilton         | 130    |

| Pl. | Fahrer          | Punkte |
| --- | --------------- | ------ |
| 10. | Tom Onslow-Cole | 109    |
| 11. | Adam Jones      | 72     |
| 12. | Matt Allison    | 29     |
| 13. | Gavin Smith     | 17     |
| 14. | Gareth Howell   | 16     |
| 15. | Jason Hughes    | 13     |
|     | Alain Menu      | 13     |
| 17. | Tom Coronel     | 10     |
| 18. | Eoin Murray     | 9      |

| Pl. | Fahrer           | Punkte |
| --- | ---------------- | ------ |
| 19. | John George      | 7      |
| 20. | Dave Pinkney     | 5      |
| 21. | Martyn Bell      | 3      |
| 22. | Tom Ferrier      | 2      |
| 23. | Chris Stockton   | 2      |
| 24. | Erkut Kızılırmak | 1      |
|     | Robert Collard   | 1      |
|     | Alan Taylor      | 1      |
|     | Simon Blanckley  | 1      |

### Marke
| Pl. | Fahrer   | Punkte |
| --- | -------- | ------ |
| 1.  | Vauxhall | 637    |
| 2.  | Seat     | 623    |